# Eucharitolus pulcher
Eucharitolus pulcher là một loài bọ cánh cứng trong họ Cerambycidae.